# Rosa Calafat i Vila
Rosa Maria Calafat i Vila (Andratx, 12 d'abril de 1963) és doctora en Filologia Catalana i professora de Morfologia i Lingüística Aplicada a la Universitat de les Illes Balears.
Rosa Calafat és autora dels estudis sociolingüístics La imposició de l'espanyol a l'alta administració pública mallorquina (1995), Sabotatge a la llengua catalana (1999), Recursos lingüístics i resistència cultural (2007) i La culturalització del terme de la segona oralitat (2007), Cinc principis per a un ús ètic del llenguatge: Tractat epistemològic del llenguatge políticament correcte (2010) i Torcebraç entre dues cultures: De l'ecosistema de les llengües: de discursos i de percepcions (2010).
La seva recerca científica l'ha acreditat per ser membre des de l'any 2009 del Consell Assessor de la Corporació Catalana de Mitjans Audiovisuals, i coordinadora de Política Lingüística de la Universitat de les Illes Balears des del 2016.
L'any 2019, publicà la seva primera novel·la, I la mort tindrà el seu domini, on «desdibuixa els límits entre la vida i la mort, les dues dualitats humanes», i hi cohabiten «el costumisme, el surrealisme, Déu, el Dimoni i l'humor negre», amb la qual va guanyar el premi Ciutat de Palma Llorenç Villalonga de novel·la 2018. El jurat del premi va destacar-ne «l'estructura del relat, el món mitològic que s'hi representa, els tocs surrealistes de l'obra, l'humor negre i el tractament paròdic de la violència». El llibre explica la història de tres generacions de dones a Mallorca.

## Publicacions
- 1999: Sabotatge a la llengua catalana. Les armes legals contra el català: Mallorca segles XVIII-XX (Lleonard Muntaner Editor)
- 2010: Torcebraç entre dues cultures. De l'ecosistema de les llengües: de discursos i de percepcions (Institut d'Estudis Catalans)[5]
- 2010: Per a un ús ètic del llenguatge (Angle Editorial, Premi d'assaig Irla)
- 2019: I la mort tindrà el seu domini (El Gall Editor, Premi Ciutat de Palma Llorenç Villalonga de novel·la)[6][7]